# Chronik der Elektrifizierung von Eisenbahnstrecken in der Schweiz
Die erste elektrifizierte Eisenbahnstrecke in der Schweiz war 1888 die Tramway Vevey-Montreux-Chillon. Seit 2004 ist das Netz des grössten Infrastrukturbetreibers, der Schweizerischen Bundesbahnen, vollständig elektrifiziert; die meisten Strecken anderer Betreiber sind ebenfalls elektrifiziert.
Die Fahrplanfeld-Nummerierung entspricht – wenn nichts anderes angegeben – der Fahrplanperiode 2010, wie sie auch im Buch Bahnprofil Schweiz (2. Ausgabe) zur Anwendung gekommen ist.

## Fahrplanfeld 100
| Strecke                | Betriebseröffnung | Doppelspur Ausbau | Elektrifikation       | Strecke gebaut |
| ---------------------- | ----------------- | ----------------- | --------------------- | -------------- |
| Lausanne–Villeneuve    | 02.04.1861        | 1891–1900         | 14.05.1924            | OS             |
| Villeneuve–Bex         | 10.06.1857        | 1903–1907         | 14.05.1924            | OS             |
| Bex–Saint-Maurice      | 01.11.1860        | 1906              | 14.05.1924            | OS             |
| Saint-Maurice–Martigny | 14.07.1859        | 1909–10           | 12.12.1923            | Ll             |
| Martigny–Riddes        | 10.05.1860        | 1914              | 12.12.1923            | Ll             |
| Riddes–Sion            | 10.05.1860        | 1931–1932         | 12.12.1923            | Ll             |
| Sion–Granges-Lens      | 15.10.1868        | 1968–1970         | 31.07.1919/15.01.1927 | Ll             |
| Granges-Lens–Sierre    | 15.10.1868        | 1901              | 31.07.1919/15.01.1927 | Ll             |
| Sierre–Salgesch        | 01.06.1877        | 1967              | 31.07.1919/15.01.1927 | Simplon        |
| Salgesch–Leuk          | 01.06.1877        | -                 | 31.07.1919/15.01.1927 | Simplon        |
| Leuk–Visp              | 01.07.1878        | 1977–1979         | 31.07.1919/15.01.1927 | Simplon        |
| Visp–Brig              | 01.07.1878        | 1918              | 31.07.1919/15.01.1927 | Simplon        |
| Brig–Iselle            | 01.06.1906        | 1922              | 01.06.1906/02.03.1930 | SBB            |
| Iselle–Preglia         | 01.06.1906        | 1922              | 15.05.1930            | FS (Italien)   |
| Preglia–Domodossola    | 01.06.1906        | 1921              | 15.05.1930            | FS (Italien)   |

Die Strecken mit zwei Elektrifizierungdaten wurden zuerst mit Drehstrom 3300 V und 16 2/3 Hz betrieben, und auf das zweite Datum auf Einphasenwechselstrom 15 kV 16 2/3 Hz umgestellt.

## Fahrplanfeld 101
Lausanne-Echallens-Bercher-Bahn; 1000 mm, 1500 Volt Gleichstrom
| Strecke                          | Betriebseröffnung | Doppelspur Ausbau | Elektrifikation | Strecke gebaut |
| -------------------------------- | ----------------- | ----------------- | --------------- | -------------- |
| Lausanne-Flon–Lausanne-Chauderon | 28.05.2000        | -                 | 28.05.2000      | LEB            |
| Lausanne-Chauderon–Cheseaux      | 5.11.1873         | -                 | 1.1.1936        | LE             |
| Cheseaux–Echellens               | 2.06.1874         | -                 | 1.1.1936        | LE             |
| Echellens–Bercher                | 24.11.1898        | -                 | 1.1.1936        | CV             |

## Fahrplanfeld 102
TL-m1 Bahnstrecke Lausanne-Flon-Renens TSLO. 1435mm 750V Gleichstrom
| Strecke              | Betriebseröffnung | Doppelspur Ausbau | Elektrifikation | Strecke gebaut |
| -------------------- | ----------------- | ----------------- | --------------- | -------------- |
| Lausanne-Flon-Renens | 02.06.1991        | -                 | 02.06.1991      |                |

## Fahrplanfeld 103
TL-m2 Bahnstrecke Ouchy–Croisettes, Neueröffnung als normalspurige Pneu-Metro 750 V Gleichstrom. Ehemals Zahnradbahn Ouchy–Flon.
| Strecke                   | Betriebseröffnung | Doppelspur Ausbau | Elektrifikation | Strecke gebaut |
| ------------------------- | ----------------- | ----------------- | --------------- | -------------- |
| Lausanne–Ouchy–Croisettes | 27.10.2008        | 27.10.2008        | 27.10.2008      |                |

## Fahrplanfeld 104
Bahnstrecke Lausanne-Sébeillon–Lausanne Tridel. Reine Güterverkehrslinie, Bahnanschluss der Kehrichtverbrennungsanlage Tridel. Normalspur 15 kV 16,7 Hz
| Strecke                            | Betriebseröffnung | Doppelspur Ausbau | Elektrifikation | Strecke gebaut |
| ---------------------------------- | ----------------- | ----------------- | --------------- | -------------- |
| Lausanne-Sébeillon–Lausanne Tridel | 16.04.2007        | -                 | 16.04.2007      |                |

## Fahrplanfeld 111
| Strecke                | Betriebseröffnung | Doppelspur Ausbau | Elektrifikation | Strecke gebaut |
| ---------------------- | ----------------- | ----------------- | --------------- | -------------- |
| Puidoux-Chexbres–Vevey | 02.05.1904        | -                 | 16.05.1940      | VCh            |

Die Strecke wurde an die SBB verpachtet.

## Fahrplanfeld 112
Chemins de fer électriques Veveysans Spurweite 1000 mm, 750–900 Volt Gleichstrom.
| Strecke                         | Betriebseröffnung | Doppelspur Ausbau | Elektrifikation | Strecke gebaut |
| ------------------------------- | ----------------- | ----------------- | --------------- | -------------- |
| Vevey–Chamby                    | 1.10.1902         | -                 | 1.10.1902       | CEV            |
| Saint-Légier–Châtel-Saint-Denis | 2.04.1904         | -                 | 2.04.1904       | CEV            |

- Die Bahnstrecke Blonay–Chamby wurde am 21. Mai 1966 stillgelegt, heute Museumseisenbahn
- Die Bahnstrecke Saint-Légier–Châtel-Saint-Denis wurde am 31. Mai 1969 stillgelegt und abgebaut. Ersatz durch Buslinie.
- Seit 1969 durchgehende Züge Vevey–Les Pléiades, siehe Kursbuchstrecke 115

## Fahrplanfeld 115
Chemins de fer électriques Veveysans, Zahnradbahn System Strub, Spurweite 1000 mm, 800–900 Volt Gleichstrom
| Strecke             | Betriebseröffnung | Doppelspur Ausbau | Elektrifikation | Strecke gebaut |
| ------------------- | ----------------- | ----------------- | --------------- | -------------- |
| Blonay–Les Pléiades | 8.07.1911         | -                 | 07.07.1911      | BP             |

Seit 1969 durchgehende Züge Vevey–Les Pléiades, siehe Kursbuchstrecke 112

## Fahrplanfeld 120
Montreux-Berner-Oberland-Bahn, Spurweite 1000 mm, 850 Volt Gleichstrom
| Strecke                 | Betriebseröffnung | Doppelspur Ausbau | Elektrifikation | Strecke gebaut |
| ----------------------- | ----------------- | ----------------- | --------------- | -------------- |
| Montreux–Les Avants     | 17.12.1901        |                   | 17.12.1901      | MOB            |
| Les Avants–Montbovon    | 1.10.1903         |                   | 1.10.1903       | MOB            |
| Montbovon–Château-d’Oex | 19.08.1904        |                   | 19.08.1904      | MOB            |
| Château-d’Oex–Gstaad    | 20.12.1904        |                   | 20.12.1904      | MOB            |
| Gstaad–Zweisimmen       | 6.07.1905         |                   | 6.07.1905       | MOB            |
| Zweisimmen–Lenk         | 8.6.1912          |                   | 8.06.1912       | MOB            |

- Zwischen dem 17. Juni 1975 und dem 30. September 1979 war der Personenverkehr zwischen Zweisimmen und Lenk eingestellt.

## Fahrplanfeld 121
Transports Montreux–Vevey–Riviera bis 2001 Montreux–Territet–Glion–Rochers-de-Naye-Bahn, Zahnradbahn System Abt, Spurweite 800 mm, 850 Volt Gleichstrom
| Strecke                       | Betriebseröffnung | Doppelspur Ausbau | Elektrifikation | Strecke gebaut |
| ----------------------------- | ----------------- | ----------------- | --------------- | -------------- |
| Montreux–Glion                | 8.4.1909          | -                 | 8.4.1909        | MGI            |
| Glion–Caux                    | 2.7.1892          | -                 | 22.07.1938      | GN             |
| Caux–Naye de Fontaines        | 28.7.1892         | -                 | 22.07.1938      | GN             |
| Naye Fontaines–Roches-de-Naye | 19.09.1892        | -                 | 22.07.1938      | GN             |

## Fahrplanfeld 124
-Transports Publics du Chablais, bis 1999 Aigle–Sépey–Diablerets, Spurweite 1000 mm 1350 Volt Gleichstrom
| Strecke                     | Betriebseröffnung | Doppelspur Ausbau | Elektrifikation | Strecke gebaut |
| --------------------------- | ----------------- | ----------------- | --------------- | -------------- |
| Aigle–Le Sépey              | 22.12.1913        | -                 | 22.12.1913      | ASD            |
| Les Planches–Les Diablerets | 7.07.1914         | -                 | 7.07.1914       | ASD            |

## Fahrplanfeld 125
Transports Publics du Chablais, bis 1999 Aigle–Leysin, Zahnradbahn System Abt, Spurweite 1000 mm, 1300 Volt Gleichstrom (bis 1946 650 Volt)
| Strecke                          | Betriebseröffnung | Doppelspur Ausbau | Elektrifikation | Strecke gebaut |
| -------------------------------- | ----------------- | ----------------- | --------------- | -------------- |
| Aigle CFF–Aigle Depot            | 5.5.1900          | -                 | 5.5.1900        | AL             |
| Aigle Depot–Leysin-Feydey        | 6.11.1900         | -                 | 06.11.1900      | AL             |
| Leysin-Feydey–Leysin-Grand-Hôtel | 12.9.1916         | -                 | 12.9.1916       | AL             |

- Zwischen Aigle CFF und Aigle Depot Adhäsionsstrecke.

## Fahrplanfeld 126
Transports Publics du Chablais, bis 1999 Aigle–Ollon–Monthey–Champéry, Gemischte Ahädision-/Zahnradbahn System Strub, Spurweite 1000 mm, 850 Volt Gleichstrom
| Strecke                   | Betriebseröffnung | Doppelspur Ausbau | Elektrifikation | Strecke gebaut |
| ------------------------- | ----------------- | ----------------- | --------------- | -------------- |
| Aigle–Monthey-Ville       | 2.4.1907          | -                 | 2.4.1907        | AOMC           |
| Monthey-Ville–Champéry    | 1.2.1908          | -                 | 2.4.1908        | AOMC           |
| Monthey-Ville–Monthey CFF | 1.4.1909          | -                 | 1.04.1909       | AOMC           |

- Auf der Stichstrecke Monthey-Ville–Monthey CFF ist seit dem 11. Juli 1976 der Betrieb eingestellt.

## Fahrplanfeld 127
| Strecke | Betriebseröffnung | Doppelspur Ausbau | Elektrifikation | Strecke gebaut |
| ------- | ----------------- | ----------------- | --------------- | -------------- |
| –       |                   |                   |                 |                |

## Fahrplanfeld 128
| Strecke | Betriebseröffnung | Doppelspur Ausbau | Elektrifikation | Strecke gebaut |
| ------- | ----------------- | ----------------- | --------------- | -------------- |
| –       |                   |                   |                 |                |

## Fahrplanfeld 130
| Strecke                 | Betriebseröffnung | Doppelspur Ausbau | Elektrifikation | Strecke gebaut |
| ----------------------- | ----------------- | ----------------- | --------------- | -------------- |
| Saint-Maurice–Collombey | 14.07.1859        | -                 | 18.05.1946      | Ldl            |
| Collombey–Le Bouveret   | 14.07.1859        | -                 | 01.10.1954      | Ldl            |

## Fahrplanfeld 132
| Strecke | Betriebseröffnung | Doppelspur Ausbau | Elektrifikation | Strecke gebaut |
| ------- | ----------------- | ----------------- | --------------- | -------------- |
| –       |                   |                   |                 |                |

## Fahrplanfeld 133
| Strecke | Betriebseröffnung | Doppelspur Ausbau | Elektrifikation | Strecke gebaut |
| ------- | ----------------- | ----------------- | --------------- | -------------- |
| –       |                   |                   |                 |                |

## Fahrplanfeld 138
| Strecke | Betriebseröffnung | Doppelspur Ausbau | Elektrifikation | Strecke gebaut |
| ------- | ----------------- | ----------------- | --------------- | -------------- |
| –       |                   |                   |                 |                |

## Fahrplanfeld 139
Gornergratbahn
| Strecke | Betriebseröffnung | Doppelspur Ausbau | Elektrifikation | Strecke gebaut |
| ------- | ----------------- | ----------------- | --------------- | -------------- |
| –       |                   |                   |                 |                |

## Fahrplanfeld 140
| Strecke | Betriebseröffnung | Doppelspur Ausbau | Elektrifikation | Strecke gebaut |
| ------- | ----------------- | ----------------- | --------------- | -------------- |
| –       |                   |                   |                 |                |

## Fahrplanfeld 142
| Strecke | Betriebseröffnung | Doppelspur Ausbau | Elektrifikation | Strecke gebaut |
| ------- | ----------------- | ----------------- | --------------- | -------------- |
| –       |                   |                   |                 |                |

## Fahrplanfeld 143
| Strecke | Betriebseröffnung | Doppelspur Ausbau | Elektrifikation | Strecke gebaut |
| ------- | ----------------- | ----------------- | --------------- | -------------- |
| –       |                   |                   |                 |                |

## Fahrplanfeld 145
| Strecke | Betriebseröffnung | Doppelspur Ausbau | Elektrifikation | Strecke gebaut |
| ------- | ----------------- | ----------------- | --------------- | -------------- |
| –       |                   |                   |                 |                |

## Fahrplanfeld 150
| Strecke                       | Betriebseröffnung | Doppelspur Ausbau | Elektrifikation | Strecke gebaut |
| ----------------------------- | ----------------- | ----------------- | --------------- | -------------- |
| Gèneve–Versoix Kantonsgrenze  | 25.06.1858        | 1868              | 22.12.1925      | GV             |
| Versoix Kantonsgrenze–Coppet  | 25.06.1858        | 1868              | 22.12.1925      | OS             |
| Coppet–Céligny                | 14.04.1858        | 1868              | 22.12.1925      | OS             |
| Céligny–Céligny Kantonsgrenze | 14.04.1858        | 1868              | 22.12.1925      | GV             |
| Céligny Kantonsgrenze–Morges  | 14.04.1860        | 1868–1872         | 22.12.1925      | OS             |
| Morges–Renens                 | 01.07.1855        | 1868              | 22.12.1925      | OS             |
| Renens–Lausanne               | 05.05.1856        | 1872              | 01.02.1925      | OS             |

## Fahrplanfeld 151
| Strecke          | Betriebseröffnung | Doppelspur Ausbau | Elektrifikation         | Strecke gebaut |
| ---------------- | ----------------- | ----------------- | ----------------------- | -------------- |
| Genève–La Plaine | 18.03.1858        | 1858              | 27.09.1956 / 25.08.2014 | LG             |

Elektrifiziert erst mit 1500 Volt Gleichstrom, heute 25 kV 50 Hz Wechselstrom nach SNCF-Norm.

## Fahrplanfeld 152
| Strecke                | Betriebseröffnung | Doppelspur Ausbau | Elektrifikation        | Strecke gebaut |
| ---------------------- | ----------------- | ----------------- | ---------------------- | -------------- |
| La Plaine – Bellegarde | 18.03.1858        | 1858              | 27.09.1956 / Jahr 2014 | LG             |

Gehört der SNCF, erst 1500 Volt Gleichstrom, heute 25 kV 50 Hz Wechselstrom

## Fahrplanfeld 155
| Strecke | Betriebseröffnung | Doppelspur Ausbau | Elektrifikation | Strecke gebaut |
| ------- | ----------------- | ----------------- | --------------- | -------------- |
| –       |                   |                   |                 |                |

## Fahrplanfeld 156
| Strecke | Betriebseröffnung | Doppelspur Ausbau | Elektrifikation | Strecke gebaut |
| ------- | ----------------- | ----------------- | --------------- | -------------- |
| –       |                   |                   |                 |                |

## Fahrplanfeld 200
| Strecke           | Betriebseröffnung | Doppelspur Ausbau | Elektrifikation | Strecke gebaut |
| ----------------- | ----------------- | ----------------- | --------------- | -------------- |
| Vallorbe–Le Day   | 01.07.1870        | 1906              | 05.06.1925      | JE             |
| Le Day–Daillens   | 01.07.1870        | 1905–1908         | 01.03.1925      | JE             |
| Daillens–Lausanne | Siehe 210         |                   |                 |                |

## Fahrplanfeld 201
| Strecke            | Betriebseröffnung | Doppelspur Ausbau | Elektrifikation | Strecke gebaut |
| ------------------ | ----------------- | ----------------- | --------------- | -------------- |
| Vallorbe–Le Day    | 01.07.1870        | 1906              | 05.06.1925      | JE             |
| Le Day–Le Pont     | 31.10.1886        | -                 | 02.10.1938      | PV             |
| Le Pont–Le Brassus | 21.08.1899        | -                 | 02.10.1938      | PBr            |

Die Strecke Le Pont–Le Brassus gehört seit 2001 den Travys, der planmässige Personenverkehr wird aber auf der ganzen Strecke von den SBB durchgeführt.

## Fahrplanfeld 210
| Strecke                         | Betriebseröffnung | Doppelspur Ausbau | Elektrifikation | Strecke gebaut |
| ------------------------------- | ----------------- | ----------------- | --------------- | -------------- |
| Lausanne–Renens                 | 05.05.1856        | 1872              | 01.02.1925      | OS             |
| Renens–Bussigny-près-Lausanne   | 01.07.1855        | 1893              | 01.02.1925      | OS             |
| Bussigny-près-Lausanne–Daillens | 07.05.1855        | 1895–1896         | 01.02.1925      | OS             |
| Daillens–Ependes                | 07.05.1855        | 1919–1921         | 01.02.1925      | OS             |
| Ependes–Yverdon-les-Bains       | 07.05.1855        | 1933              | 01.02.1925      | OS             |
| Yverdon-les-Bains–Grandson      | 07.11.1855        | -                 | 23.12.1927      | OS             |
| Grandson–Onnens-Bonvillars      | 07.11.1859        | 1958              | 23.12.1927      | OS             |
| Onnens-Bonvillars–Vaumarcus     | 07.11.1859        | -                 | 23.12.1927      | OS             |
| Vaumarcus–Gorgier-Saint-Aubin   | 07.11.1859        | -                 | 23.12.1927      | FS             |
| Gorgier-Saint-Aubin–Auvernier   | 07.11.1859        | 1951–1954         | 23.12.1927      | FS             |
| Auvernier–Neuchâtel             | 07.11.1859        | 1898              | 23.12.1927      | FS             |
| Neuchâtel–Saint-Blaise          | 07.11.1859        | 1934              | 23.12.1927      | FS             |
| Saint-Blaise–La Neuveville      | 07.11.1859        | 1914–1917         | 23.12.1927      | FS             |
| La Neuveville–Ligerz            | 03.12.1860        | 1957              | 23.12.1927      | OWB            |
| Ligerz–Twann                    | 03.12.1860        | -                 | 23.12.1927      | OWB            |
| Twann–Biel                      | 03.12.1860        | 1969–1975         | 23.12.1927      | OWB            |

## Fahrplanfeld 211
| Strecke | Betriebseröffnung | Doppelspur Ausbau | Elektrifikation | Strecke gebaut |
| ------- | ----------------- | ----------------- | --------------- | -------------- |
| –       |                   |                   |                 |                |

## Fahrplanfeld 212
| Strecke | Betriebseröffnung | Doppelspur Ausbau | Elektrifikation | Strecke gebaut |
| ------- | ----------------- | ----------------- | --------------- | -------------- |
| –       |                   |                   |                 |                |

## Fahrplanfeld 220
| Strecke                  | Betriebseröffnung | Doppelspur Ausbau | Elektrifikation | Strecke gebaut |
| ------------------------ | ----------------- | ----------------- | --------------- | -------------- |
| Pontarlier–Les Verrières | 25.07.1860        | -                 | 03.06.1956      | FS             |
| Les Verrières–Auvernier  | 25.07.1860        | -                 | 22.11.1942      | FS             |
| Auvernier–Neuchâtel      | 07.11.1859        | 1898              | 23.12.1927      | FS             |

## Fahrplanfeld 221
| Strecke | Betriebseröffnung | Doppelspur Ausbau | Elektrifikation | Strecke gebaut |
| ------- | ----------------- | ----------------- | --------------- | -------------- |
| –       |                   |                   |                 |                |

## Fahrplanfeld 222
| Strecke | Betriebseröffnung | Doppelspur Ausbau | Elektrifikation | Strecke gebaut |
| ------- | ----------------- | ----------------- | --------------- | -------------- |
| –       |                   |                   |                 |                |

## Fahrplanfeld 223
| Strecke                      | Betriebseröffnung | Doppelspur Ausbau | Elektrifikation | Strecke gebaut |
| ---------------------------- | ----------------- | ----------------- | --------------- | -------------- |
| Col des Roches–Le Locle      | 04.08.1884        | -                 | 04.10.1931      | JBL            |
| Le Locle–La Chaux-de-Fonds   | 02.07.1857        | -                 | 04.10.1931      | JI             |
| La Chaux-de-Fonds–Convers    | 27.11.1859        | -                 | 04.10.1931      | JI             |
| Convers–Les Hauts-Geneveys   | 15.07.1860        | -                 | 04.10.1931      | JI             |
| Les Hauts-Geneveys–Neuchâtel | 01.12.1859        | -                 | 04.10.1931      | JI             |

## Fahrplanfeld 225
| Strecke                    | Betriebseröffnung | Doppelspur Ausbau | Elektrifikation | Strecke gebaut |
| -------------------------- | ----------------- | ----------------- | --------------- | -------------- |
| La Chaux-de-Fonds–Le Creux | 17.12.1888        | -                 | 15.07.1934      | JBL            |
| Le Creux–Sonceboz          | 30.04.1874        | -                 | 15.07.1934      | JB             |
| Sonceboz–Biel              | 30.04.1874        | -                 | 15.07.1934      | JB             |

## Fahrplanfeld 226
| Strecke           | Betriebseröffnung | Doppelspur Ausbau | Elektrifikation | Strecke gebaut |
| ----------------- | ----------------- | ----------------- | --------------- | -------------- |
| Delémont–Choindez | 16.12.1876        | 1930–1932         | 15.05.1928      | JB             |
| Choindez–Moutier  | 16.12.1876        | -                 | 15.05.1928      | JB             |
| Moutier–Court     | 24.05.1877        | -                 | 02.05.1937      | JB             |
| Court–Tavannes    | 16.12.1876        | -                 | 02.05.1937      | JB             |
| Tavannes–Sonceboz | 30.04.1874        | -                 | 02.05.1937      | JB             |
| Sonceboz–Biel     | siehe 225         |                   |                 |                |

## Fahrplanfeld 230
| Strecke          | Betriebseröffnung | Doppelspur Ausbau | Elektrifikation | Strecke gebaut |
| ---------------- | ----------------- | ----------------- | --------------- | -------------- |
| Biel–Lengnau     | siehe 410         |                   |                 |                |
| Lengnau–Moutier  | 01.10.1915        | -                 | 15.02.1928      | BLS            |
| Moutier–Delémont | siehe 226         |                   |                 |                |
| Delémont–Aesch   | 25.09.1875        | -                 | 01.11.1931      | JB             |
| Aesch–Basel      | 25.09.1875        | 1912–1913         | 01.11.1931      | JB             |

Die Strecke Lengnau–Moutier gehört zur BLS AG, der Personenverkehr wird aber auf der ganzen Strecke durch die SBB erbracht.

## Fahrplanfeld 236
| Strecke | Betriebseröffnung | Doppelspur Ausbau | Elektrifikation | Strecke gebaut |
| ------- | ----------------- | ----------------- | --------------- | -------------- |
| –       |                   |                   |                 |                |

## Fahrplanfeld 237
| Strecke | Betriebseröffnung | Doppelspur Ausbau | Elektrifikation | Strecke gebaut |
| ------- | ----------------- | ----------------- | --------------- | -------------- |
| –       |                   |                   |                 |                |

## Fahrplanfeld 238
| Strecke | Betriebseröffnung | Doppelspur Ausbau | Elektrifikation | Strecke gebaut |
| ------- | ----------------- | ----------------- | --------------- | -------------- |
| –       |                   |                   |                 |                |

## Fahrplanfeld 240
| Strecke                 | Betriebseröffnung | Doppelspur Ausbau | Elektrifikation | Strecke gebaut |
| ----------------------- | ----------------- | ----------------- | --------------- | -------------- |
| Delle–Delle Grenze      | 23.09.1872        | -                 | 09.09.1934      | PD             |
| Delle Grenze–Porrentruy | 23.09.1872        | -                 | 15.05.1933      | PD             |
| Porrentruy–Glovelier    | 30.03.1877        | -                 | 15.05.1933      | JB             |
| Glovelier–Delémont      | 15.10.1876        | -                 | 15.05.1933      | JB             |

## Fahrplanfeld 250
| Strecke              | Betriebseröffnung | Doppelspur Ausbau | Elektrifikation | Strecke gebaut |
| -------------------- | ----------------- | ----------------- | --------------- | -------------- |
| Lausanne–Palézieux   | 04.09.1862        | 1902–1905         | 19.02.1926      | LF             |
| Palézieux–Romont     | 04.09.1862        | 1904–1920         | 15.05.1927      | LFB            |
| Romont–Freiburg      | 04.09.1862        | 1949–1955         | 15.05.1927      | LFB            |
| Freiburg–Balliswil   | 04.09.1862        | 1934              | 15.05.1927      | LFB            |
| Balliswil–Thörishaus | 02.07.1860        | 1929–1934         | 15.05.1927      | LFB            |
| Thörishaus–Bern      | 02.07.1860        | 1914              | 15.05.1927      | SCB            |

## Fahrplanfeld 251
| Strecke            | Betriebseröffnung | Doppelspur Ausbau | Elektrifikation | Strecke gebaut |
| ------------------ | ----------------- | ----------------- | --------------- | -------------- |
| Lausanne–Palézieux | siehe 410         |                   |                 |                |
| Palézieux–Payerne  | 25.08.1876        | -                 | 19.07.1946      | SO             |
| Payerne–Murten     | 25.08.1876        | -                 | 21.12.1944      | SO             |
| Murten–Fräschels   | 12.06.1876        | -                 | 21.12.1944      | SO             |
| Fräschels–Lyss     | 12.06.1876        | -                 | 21.12.1944      | JB             |

## Fahrplanfeld 252
| Strecke                   | Betriebseröffnung | Doppelspur Ausbau | Elektrifikation | Strecke gebaut |
| ------------------------- | ----------------- | ----------------- | --------------- | -------------- |
| Freiburg–Payerne          | 25.08.1876        | -                 | 04.05.1947      | SO             |
| Payerne–Yverdon-les-Bains | 01.02.1877        | -                 | 01.08.1945      | SO             |

## Fahrplanfeld 253
| Strecke | Betriebseröffnung | Doppelspur Ausbau | Elektrifikation | Strecke gebaut |
| ------- | ----------------- | ----------------- | --------------- | -------------- |
| –       |                   |                   |                 |                |

## Fahrplanfeld 254
| Strecke | Betriebseröffnung | Doppelspur Ausbau | Elektrifikation | Strecke gebaut |
| ------- | ----------------- | ----------------- | --------------- | -------------- |
| –       |                   |                   |                 |                |

## Fahrplanfeld 255
| Strecke | Betriebseröffnung | Doppelspur Ausbau | Elektrifikation | Strecke gebaut |
| ------- | ----------------- | ----------------- | --------------- | -------------- |
| –       |                   |                   |                 |                |

## Fahrplanfeld 256
| Strecke | Betriebseröffnung | Doppelspur Ausbau | Elektrifikation | Strecke gebaut |
| ------- | ----------------- | ----------------- | --------------- | -------------- |
| –       |                   |                   |                 |                |

## Fahrplanfeld 260/303
| Strecke                   | Betriebseröffnung | Doppelspur Ausbau | Elektrifikation | Strecke gebaut |
| ------------------------- | ----------------- | ----------------- | --------------- | -------------- |
| Biel–Busswil bei Büren    | 01.06.1864        | 1962–1966         | 15.05.1928      | BSb            |
| Busswil bei Büren–Lyss    | 01.06.1864        | 1877              | 15.05.1928      | BSb            |
| Lyss–Münchenbuchsee       | 01.06.1864        | -                 | 15.05.1928      | BSb            |
| Münchenbuchsee–Zollikofen | 01.06.1864        | 1933              | 15.05.1928      | BSb            |
| Zollikofen–Bern           | siehe Linie 450   |                   |                 |                |

## Fahrplanfeld 295
| Strecke | Betriebseröffnung | Doppelspur Ausbau | Elektrifikation | Strecke gebaut |
| ------- | ----------------- | ----------------- | --------------- | -------------- |
| –       |                   |                   |                 |                |

## Fahrplanfeld 299
| Strecke | Betriebseröffnung | Doppelspur Ausbau | Elektrifikation | Strecke gebaut |
| ------- | ----------------- | ----------------- | --------------- | -------------- |
| –       |                   |                   |                 |                |

## Fahrplanfeld 300
| Strecke | Betriebseröffnung | Doppelspur Ausbau | Elektrifikation | Strecke gebaut |
| ------- | ----------------- | ----------------- | --------------- | -------------- |
| –       |                   |                   |                 |                |

## Fahrplanfeld 301
| Strecke | Betriebseröffnung | Doppelspur Ausbau | Elektrifikation | Strecke gebaut |
| ------- | ----------------- | ----------------- | --------------- | -------------- |
| –       |                   |                   |                 |                |

## Fahrplanfeld 302
| Strecke | Betriebseröffnung | Doppelspur Ausbau | Elektrifikation | Strecke gebaut |
| ------- | ----------------- | ----------------- | --------------- | -------------- |
| –       |                   |                   |                 |                |

## Fahrplanfeld 303
S-Bahn Bern S3
| Strecke | Betriebseröffnung | Doppelspur Ausbau | Elektrifikation | Strecke gebaut |
| ------- | ----------------- | ----------------- | --------------- | -------------- |
| –       |                   |                   |                 |                |

## Fahrplanfeld 304.1
| Strecke | Betriebseröffnung | Doppelspur Ausbau | Elektrifikation | Strecke gebaut |
| ------- | ----------------- | ----------------- | --------------- | -------------- |
| –       |                   |                   |                 |                |

## Fahrplanfeld 304.2
| Strecke | Betriebseröffnung | Doppelspur Ausbau | Elektrifikation | Strecke gebaut |
| ------- | ----------------- | ----------------- | --------------- | -------------- |
| –       |                   |                   |                 |                |

## Fahrplanfeld 305
| Strecke | Betriebseröffnung | Doppelspur Ausbau | Elektrifikation | Strecke gebaut |
| ------- | ----------------- | ----------------- | --------------- | -------------- |
| –       |                   |                   |                 |                |

## Fahrplanfeld 306
| Strecke | Betriebseröffnung | Doppelspur Ausbau | Elektrifikation | Strecke gebaut |
| ------- | ----------------- | ----------------- | --------------- | -------------- |
| –       |                   |                   |                 |                |

## Fahrplanfeld 307
| Strecke | Betriebseröffnung | Doppelspur Ausbau | Elektrifikation | Strecke gebaut |
| ------- | ----------------- | ----------------- | --------------- | -------------- |
| –       |                   |                   |                 |                |

## Fahrplanfeld 308
| Strecke | Betriebseröffnung | Doppelspur Ausbau | Elektrifikation | Strecke gebaut |
| ------- | ----------------- | ----------------- | --------------- | -------------- |
| –       |                   |                   |                 |                |

## Fahrplanfeld 310
| Strecke        | Betriebseröffnung | Doppelspur Ausbau | Elektrifikation | Strecke gebaut |
| -------------- | ----------------- | ----------------- | --------------- | -------------- |
| Bern–Wylerfeld | 01.07.1859        | 1859              | 07.07.1919      | SCB            |
| Wylerfeld–Thun | 01.07.1859        | 1912–1921         | 07.07.1919      | SCB            |

## Fahrplanfeld 410
| Strecke                | Betriebseröffnung | Doppelspur Ausbau | Elektrifikation | Strecke gebaut |
| ---------------------- | ----------------- | ----------------- | --------------- | -------------- |
| Biel–Solothurn         | 01.06.1857        | 1920–1938         | 23.12.1927      | SCB            |
| Solothurn–Olten Hammer | 04.12.1857        | 1950–1956         | 23.12.1927      | SCB            |
| Olten Hammer–Olten     | 04.12.1857        | -                 | 23.12.1927      | SCB            |

## Fahrplanfeld 414
| Strecke                   | Betriebseröffnung | Doppelspur Ausbau | Elektrifikation | Strecke gebaut |
| ------------------------- | ----------------- | ----------------- | --------------- | -------------- |
| Herzogenbuchsee–Solothurn | 01.06.1857        | -                 | 02.10.1944      | SCB            |

## Fahrplanfeld 415
| Strecke                     | Betriebseröffnung | Doppelspur Ausbau | Elektrifikation | Strecke gebaut |
| --------------------------- | ----------------- | ----------------- | --------------- | -------------- |
| Solothurn–Busswil bei Büren | 04.12.1876        | -                 | 02.10.1944      | SCB            |
| Busswil bei Büren–Lyss      | siehe 260         |                   |                 |                |

## Fahrplanfeld 450
| Strecke                    | Betriebseröffnung | Doppelspur Ausbau | Elektrifikation | Strecke gebaut |
| -------------------------- | ----------------- | ----------------- | --------------- | -------------- |
| Bern–Wylerfeld             | 15.11.1858        | 1859              | 25.11.1925      | SCB            |
| Wylerfeld–Zollikofen       | 16.06.1857        | 1864              | 25.11.1925      | SCB            |
| Zollikofen–Herzogenbuchsee | 16.06.1857        | 1896              | 25.11.1925      | SCB            |
| Herzogenbuchsee–Aarburg    | 16.03.1857        | 1872–1874         | 25.11.1925      | SCB            |
| Rothrist–Olten             | 31.05.1981        | 1981              | 31.05.1981      | SBB            |
| Aarburg–Olten              | 09.06.1856        | 1859              | 23.02.1924      | SCB            |

## Fahrplanfeld 460
| Strecke                      | Betriebseröffnung | Doppelspur Ausbau | Elektrifikation | Strecke gebaut |
| ---------------------------- | ----------------- | ----------------- | --------------- | -------------- |
| Bern–Gümligen                | siehe 310         |                   |                 |                |
| Gümligen–Langnau im Emmental | 01.06.1864        | -                 | 15.08.1934      | BSb            |
| Langnau im Emmental–Luzern   | 11.08.1875        | -                 | 15.08.1934      | BLB            |

## Fahrplanfeld 470
| Strecke               | Betriebseröffnung | Doppelspur Ausbau | Elektrifikation | Strecke gebaut |
| --------------------- | ----------------- | ----------------- | --------------- | -------------- |
| Luzern–Alpnachstad    | 01.06.1889        | -                 | 18.11.1941      | JBL            |
| Alpnachstad–Meiringen | 14.06.1888        | -                 | 18.11.1941      | Brünig         |
| Meiringen–Brienz      | 14.06.1888        | -                 | 24.12.1942      | Brünig         |
| Brienz–Interlaken Ost | 23.08.1916        | -                 | 24.12.1942      | SBB            |

Die Brünigstrecke war bis 2004 die einzige Schmalspurstrecke und Zahnradstrecke der SBB
Elektrifizierung: 15 kV 16 2/3 Hz

## Fahrplanfeld 475
| Strecke                 | Betriebseröffnung | Doppelspur Ausbau | Elektrifikation | Strecke gebaut |
| ----------------------- | ----------------- | ----------------- | --------------- | -------------- |
| Brienz–Brienzer Rothorn | 13.06.1892        | -                 | -               | BRB            |

Die Brienz-Rothorn-Bahn war bei deren Eröffnung 1892 die Bahn mit dem höchsten Bahnhof Europas. Die Strecke wurde nie elektrifiziert und fährt auch heute noch mit Dampfloks, heute mit Dampfloks aus drei Generationen.

## Fahrplanfeld 500
| Strecke                           | Betriebseröffnung | Doppelspur Ausbau | Elektrifikation | Strecke gebaut |
| --------------------------------- | ----------------- | ----------------- | --------------- | -------------- |
| Basel Badischer Bahnhof–Basel SBB | 03.11.1873        | 1962              | 01.11.1956      | St.B           |
| Basel SBB–Liestal                 | 19.12.1854        | 1857              | 18.05.1924      | SCB            |
| Liestal–Sissach                   | 01.06.1855        | 1857              | 18.05.1924      | SCB            |
| Sissach–Olten                     | 08.01.1916        | 1916              | 18.05.1924      | SCB            |
| Olten–Aarburg                     | 09.06.1856        | 1859              | 23.02.1924      | SCB            |
| Aarburg–Emmenbrücke               | 09.06.1856        | 1908–1929         | 23.02.1924      | SCB            |
| Emmenbrücke–Sentimatt             | 01.06.1859        | 1939              | 23.02.1924      | SCB            |
| Sentimatt–Luzern                  | 01.06.1859        | 1969              | 23.02.1924      | SCB            |

## Fahrplanfeld 503
| Strecke              | Betriebseröffnung | Doppelspur Ausbau | Elektrifikation | Strecke gebaut |
| -------------------- | ----------------- | ----------------- | --------------- | -------------- |
| Sissach–Läufelfingen | 01.05.1857        | 1857–1938         | 04.10.1953      | SCB            |
| Läufelfingen–Olten   | 01.05.1858        | 1558–1938         | 04.10.1953      | SCB            |

## Fahrplanfeld 504
| Strecke       | Betriebseröffnung | Doppelspur Ausbau | Elektrifikation | Strecke gebaut |
| ------------- | ----------------- | ----------------- | --------------- | -------------- |
| Aarau–Suhr    | siehe 645         |                   |                 |                |
| Suhr–Zofingen | 06.09.1877        | -                 | 15.07.1946      | NB             |

## Fahrplanfeld 600
| Strecke                   | Betriebseröffnung | Doppelspur Ausbau | Elektrifikation | Strecke gebaut |
| ------------------------- | ----------------- | ----------------- | --------------- | -------------- |
| Luzern–Immensee           | 01.06.1897        | -                 | 28.05.1922      | GB             |
| Immensee–Arth-Goldau      | 01.06.1882        | 1904              | 28.05.1922      | GB             |
| Arth-Goldau–Brunnen       | 01.06.1882        | 1904              | 01.05.1922      | GB             |
| Brunnen–Flüelen           | 01.06.1882        | 1943–1948         | 01.05.1922      | GB             |
| Flüelen–Erstfeld          | 01.06.1882        | 1896              | 01.05.1922      | GB             |
| Erstfeld–Göschenen        | 01.06.1882        | 1892–1893         | 18.10.1920      | GB             |
| Göschenen–Airolo          | 01.01.1882        | 1883              | 18.10.1920      | GB             |
| Airolo–Biasca             | 01.06.1882        | 1890–1892         | 12.12.1920      | GB             |
| Biasca–Bellinzona         | 06.12.1874        | 1896              | 04.04.1921      | GB             |
| Bellinzona–Giubiasco      | 20.12.1874        | 1883              | 06.02.1922      | GB             |
| Giubiasco–Rivera-Bironico | 10.04.1882        | 1922–1934         | 06.02.1922      | GB             |
| Rivera-Bironico–Lugano    | 10.04.1882        | 1942–1946         | 06.02.1922      | GB             |
| Lugano–Melide             | 06.12.1874        | 1915              | 06.02.1922      | GB             |
| Melide–Maroggia-Melano    | 06.12.1874        | 1956–1966         | 06.02.1922      | GB             |
| Maroggia-Melano–Chiasso   | 06.12.1874        | 1912–1913         | 06.02.1922      | GB             |

Der Gotthardtunnel wurde in seinem ersten elektrischen Betriebsjahr mit 7500 Volt 16,7 Hz befahren.

## Fahrplanfeld 630
| Strecke              | Betriebseröffnung | Doppelspur Ausbau | Elektrifikation | Strecke gebaut |
| -------------------- | ----------------- | ----------------- | --------------- | -------------- |
| Bellinzona–Giubiasco | siehe 600         |                   |                 |                |
| Giubiasco–Cadenazzo  | 20.12.1874        | 1953              | 15.05.1936      | GB             |
| Cadenazzo–Locarno    | 20.12.1874        | -                 | 15.05.1936      | GB             |

## Fahrplanfeld 631
| Strecke              | Betriebseröffnung | Doppelspur Ausbau | Elektrifikation | Strecke gebaut |
| -------------------- | ----------------- | ----------------- | --------------- | -------------- |
| Bellinzona–Cadenazzo | Siehe 600 und 630 |                   |                 |                |
| Cadenazzo–Pino       | 04.12.1882        | -                 | 11.06.1960      | GB             |
| Pino–Luino           | 04.12.1882        | -                 | 11.06.1960      | SFAI           |

## Fahrplanfeld 640
| Strecke              | Betriebseröffnung | Doppelspur Ausbau | Elektrifikation | Strecke gebaut |
| -------------------- | ----------------- | ----------------- | --------------- | -------------- |
| Aarau–Rupperswil     | siehe 650         |                   |                 |                |
| Rupperswil–Lenzburg  | 23.06.1874        | 1947              | 05.05.1927      | ASb            |
| Lenzburg–Wohlen      | 23.06.1874        | 1930–1931         | 05.05.1927      | ASb            |
| Wohlen–Muri          | 01.06.1875        | 1966–1981         | 05.05.1927      | ASb            |
| Muri–Rotkreuz        | 01.12.1881        | 1966–1972         | 05.05.1927      | ASb            |
| Rotkreuz–Immensee    | 01.06.1882        | 1963              | 06.07.1922      | Asb            |
| Immensee–Arth-Goldau | siehe 70          |                   |                 |                |

## Fahrplanfeld 640 (2)
| Strecke                        | Betriebseröffnung | Doppelspur Ausbau | Elektrifikation | Strecke gebaut |
| ------------------------------ | ----------------- | ----------------- | --------------- | -------------- |
| Brugg–Othmarsingen–Hendschiken | 01.06.1882        | 1994              | 05.05.1927      | ASb            |

Diese Linie führt weiter nach Wohlen-Muri, siehe dazu Fahrplanfeld 640 oben.

## Fahrplanfeld 645
| Strecke                   | Betriebseröffnung | Doppelspur Ausbau | Elektrifikation | Strecke gebaut |
| ------------------------- | ----------------- | ----------------- | --------------- | -------------- |
| Aarau–Suhr                | 06.09.1877        | -                 | 15.07.1946      | NB             |
| Suhr–Lenzburg             | 06.09.1877        | -                 | 17.12.1946      | NB             |
| Lenzburg–Mellingen        | 06.09.1877        | -                 | 17.12.1946      | NB             |
| Mellingen–Baden Oberstadt | 06.09.1877        | -                 | 17.12.1946      | NB             |
| Baden Oberstadt–Wettingen | 15.10.1877        | -                 | 17.12.1946      | NB             |

## Fahrplanfeld 650
| Strecke      | Betriebseröffnung | Doppelspur Ausbau | Elektrifikation | Strecke gebaut |
| ------------ | ----------------- | ----------------- | --------------- | -------------- |
| Olten–Aarau  | 09.06.1856        | 1872              | 21.01.1925      | SCB            |
| Aarau–Brugg  | 15.05.1858        | 1862              | 21.01.1925      | NOB            |
| Brugg–Turgi  | 29.09.1856        | 1862              | 21.01.1925      | NOB            |
| Turgi–Baden  | 29.09.1856        | 1861              | 21.01.1925      | NOB            |
| Baden–Zürich | 09.08.1847        | 1861              | 21.01.1925      | SNB            |

## Fahrplanfeld 650 (Heitersberglinie)
| Strecke                | Betriebseröffnung | Doppelspur Ausbau | Elektrifikation | Strecke gebaut |
| ---------------------- | ----------------- | ----------------- | --------------- | -------------- |
| Rupperswil–Lenzburg    | Linie 640         |                   |                 |                |
| Lenzburg–Mellingen     | Linie 645         |                   |                 |                |
| Mellingen–Spreitenbach | 01.06.1975        | 1975              | 01.06.1975      | SBB            |

## Fahrplanfeld 651
| Strecke                 | Betriebseröffnung | Doppelspur Ausbau | Elektrifikation       | Strecke gebaut |
| ----------------------- | ----------------- | ----------------- | --------------------- | -------------- |
| Wildegg–Lenzburg        | 01.10.1895        | -                 | 10.05.1910/01.10.1930 | STB            |
| Lenzburg–Beinwil am See | 15.10.1883        | -                 | 10.05.1910/01.10.1930 | STB            |
| Beinwil am See–Hochdorf | 03.09.1883        | -                 | 11.07.1910/01.10.1930 | STB            |
| Hochdorf–Emmenbrücke    | 03.09.1883        | -                 | 01.10.1910/01.10.1930 | STB            |
| Emmenbrücke–Luzern      | siehe 500         |                   |                       |                |

Im Bereich der zwei Elektrifizierungsdaten wurde die Strecke mit 5500 Volt und 25 Hz gespeist.

## Fahrplanfeld 652
| Strecke                | Betriebseröffnung | Doppelspur Ausbau | Elektrifikation       | Strecke gebaut |
| ---------------------- | ----------------- | ----------------- | --------------------- | -------------- |
| Beinwil am See–Reinach | 23.01.1887        | -                 | 10.05.1910/01.10.1930 | STB            |
| Reinach–Beromünster    | 01.10.1906        | -                 | 10.05.1910/01.10.1930 | STB            |

Die Strecke wurde wie das Fahrplanfeld 651 mit 5500 Volt und 25 Hz betrieben.

## Fahrplanfeld 660
| Strecke                 | Betriebseröffnung | Doppelspur Ausbau | Elektrifikation | Strecke gebaut |
| ----------------------- | ----------------- | ----------------- | --------------- | -------------- |
| Zürich–Thalwil          | 20.09.1875        | 1896–1897         | 05.03.1923      | NOB            |
| Thalwil–Horgen Oberdorf | 01.06.1897        | 1959–1963         | 05.03.1923      | NOB            |
| Horgen Oberdorf–Baar    | 01.06.1897        | -                 | 05.03.1923      | NOB            |
| Baar–Zug                | 01.06.1897        | 1931              | 05.03.1923      | NOB            |
| Zug–Luzern              | 01.06.1864        | -                 | 09.10.1922      | ZZL            |
| Zug–Arth-Goldau         | 01.06.1897        | -                 | 22.06.1922      | GB             |

## Fahrplanfeld 700
| Strecke                  | Betriebseröffnung | Doppelspur Ausbau | Elektrifikation | Strecke gebaut |
| ------------------------ | ----------------- | ----------------- | --------------- | -------------- |
| Basel SBB–Pratteln       | siehe 500         |                   |                 |                |
| Pratteln–Stein-Säckingen | 02.08.1875        | 1895              | 18.10.1926      | Bbb            |
| Stein-Säckingen–Brugg    | 02.08.1875        | 1904–1905         | 18.10.1926      | Bbb            |
| Brugg–Zürich             | siehe 650         |                   |                 |                |

## Fahrplanfeld 701
| Strecke                 | Betriebseröffnung | Doppelspur Ausbau | Elektrifikation | Strecke gebaut |
| ----------------------- | ----------------- | ----------------- | --------------- | -------------- |
| Stein-Säckingen–Koblenz | 01.08.1892        | -                 | 12.12.1944      | Bbb            |
| Koblenz–Eglisau         | 01.08.1876        | -                 | 01.07.1945      | NOB            |
| Eglisau–Bülach          | 01.08.1876        | 1897              | 15.12.1928      | NOB            |
| Bülach–Winterthur       | 01.08.1876        | -                 | 15.07.1945      | NOB            |

## Fahrplanfeld 702
| Strecke          | Betriebseröffnung | Doppelspur Ausbau | Elektrifikation | Strecke gebaut |
| ---------------- | ----------------- | ----------------- | --------------- | -------------- |
| Baden–Turgi      | Linie 650         |                   |                 |                |
| Turgi–Koblenz    | 18.08.1859        | -                 | 14.10.1944      | NOB            |
| Koblenz–Waldshut | 18.08.1859        | -                 | 30.05.1999      | NOB            |

## Fahrplanfeld 703
| Strecke                        | Betriebseröffnung | Doppelspur Ausbau | Elektrifikation      | Strecke gebaut |
| ------------------------------ | ----------------- | ----------------- | -------------------- | -------------- |
| Zürich-Oerlikon–Zürich-Seebach | 01.06.1881        | -                 | 13.02.1942           | NOB            |
| Zürich-Seebach–Wettingen       | 15.10.1877        | -                 | 1904–1904/13.02.1942 | NB             |
| Wettingen–Baden                | siehe 650         |                   |                      |                |

## Fahrplanfeld 711
| Strecke                  | Betriebseröffnung | Doppelspur Ausbau | Elektrifikation | Strecke gebaut |
| ------------------------ | ----------------- | ----------------- | --------------- | -------------- |
| Zürich–Zürich-Altstetten | siehe 650         |                   |                 |                |
| Zürich-Altstetten–Zug    | 01.06.1864        | -                 | 13.02.1942      | ZZL            |

## Fahrplanfeld 720
Zürich–Thalwil–Zug bzw. Zürich–Thalwil–Ziegelbrücke.
Thalwil–Ziegelbrücke siehe 900
| Strecke                                             | Betriebseröffnung | Doppelspur Ausbau | Elektrifikation | Strecke gebaut |
| --------------------------------------------------- | ----------------- | ----------------- | --------------- | -------------- |
| Zürich–Zürich Wiedikon                              | 20.09.1875        | 1.06.1896         | 5.05.1923       | NOB            |
| Zürich Altstetten–Zürich Wiedikon                   | 1.06.1897         | 1.3.1927          | 1.3.1927        | NOB            |
| Zürich Wiedikon–Thalwil                             | 20.09.1875        | 27.05.1897        | 5.05.1923       | NOB            |
| Zürich Kollermühle–Thalwil (Zimmerberg-Basistunnel) | 6.06.2003         | 6.06.2003         | 6.06.2003       | SBB            |
| Thalwil–Oberrieden Dorf                             | 1.06.1897         | 1.08.1962         | 5.05.1923       | NOB            |
| Oberrieden Dorf–Horgen Oberdorf                     | 1.06.1897         | 23.11.1959        | 5.05.1923       | NOB            |
| Horgen Oberdorf–Litti                               | 1.06.1897         | -                 | 5.05.1923       | NOB            |
| Litti–Baar                                          | 1.06.1897         | 5.10.1980         | 5.05.1923       | NOB            |
| Baar–Zug                                            | 1.06.1897         | 22.07.1931        | 5.05.1923       | NOB            |
| Zug–Arth-Goldau                                     | 1.06.1897         | -                 | 22.06.1922      | NOB            |

- In Sihlbrugg und vor Arth-Goldau gibt es jeweils einen Doppelspurabschnitt.
- Zwischen Zürich und Zug sind nur noch die beiden Tunnel (Zimmerbergtunnel und Albistunnel) einspurig.

## Fahrplanfeld 730
| Strecke                         | Betriebseröffnung | Doppelspur Ausbau | Elektrifikation | Strecke gebaut |
| ------------------------------- | ----------------- | ----------------- | --------------- | -------------- |
| Zürich HB–Stadelhofen           | 01.10.1894        | -                 | 15.05.1926      | NOB            |
| Stadelhofen–Küsnacht            | 15.03.1894        | -                 | 15.05.1926      | NOB            |
| Küsnacht–Erlenbach              | 15.03.1894        | 1968              | 15.05.1926      | NOB            |
| Erlenbach–Herrliberg-Feldmeilen | 15.03.1894        | 1967              | 15.05.1926      | NOB            |
| Herrliberg-Feldmeilen–Stäfa     | 15.03.1894        | -                 | 15.05.1926      | NOB            |
| Stäfa–Uerikon                   | 15.03.1894        | 1967              | 15.05.1926      | NOB            |
| Uerikon–Rapperswil              | 15.03.1894        | -                 | 15.05.1926      | NOB            |

## Fahrplanfeld 740
| Strecke            | Betriebseröffnung | Doppelspur Ausbau | Elektrifikation | Strecke gebaut |
| ------------------ | ----------------- | ----------------- | --------------- | -------------- |
| Zürich–Wallisellen | siehe 750         |                   |                 |                |
| Wallisellen–Uster  | 01.08.1856        | 1983–84           | 02.10.1932      | Gtb            |
| Uster–Wetzikon     | 09.11.1857        | (1990)            | 02.10.1932      | VSB            |
| Wetzikon–Rüti      | 15.08.1858        | (2006)            | 02.10.1932      | VSB            |
| Rüti–Rapperswil    | 15.02.1859        | (1989)            | 02.10.1932      | VSB            |

Eröffnungsdaten der Doppelspurstrecken nur über eine Teilstrecke sind in Klammern angegeben. Doppelspurig sind Zürich–Uster, Aathal–Wetzikon, Bubikon-Rüti ZH und Grünfels (Dienststation)–Rapperswil.

## Fahrplanfeld 741
| Strecke         | Betriebseröffnung | Doppelspur Ausbau | Elektrifikation | Strecke gebaut |
| --------------- | ----------------- | ----------------- | --------------- | -------------- |
| Wetzikon–Hinwil | 17.08.1876        | -                 | 07.05.1944      | EH             |
| Hinwil–Bauma    | 01.06.1901        | -                 | 12.10.1947      | Uebb           |

## Fahrplanfeld 750
| Strecke                                            | Betriebseröffnung | Doppelspur Ausbau | Elektrifikation | Strecke gebaut |
| -------------------------------------------------- | ----------------- | ----------------- | --------------- | -------------- |
| Zürich HB–Zürich-Oerlikon                          | 26.06.1856        | 1860              | 06.08.1925      | NOB            |
| Zürich-Oerlikon–Winterthur                         | 27.12.1855        | 1860–1862         | 06.08.1925      | NOB            |
| Zürich-Oerlikon–Zürich-Seebach                     | 01.06.1881        | 1979              | 06.08.1925      | NOB            |
| Zürich-Seebach–Kloten–Bassersdorf–Effretikon       | 15.10.1877        | -                 | 06.08.1925      | NB             |
| Zürich-Oerlikon–Flughafen–Hürlistein (Bassersdorf) | 01.06.1980        | 1980              | 01.06.1980      | SBB            |

## Fahrplanfeld 753
| Strecke             | Betriebseröffnung | Doppelspur Ausbau | Elektrifikation | Strecke gebaut |
| ------------------- | ----------------- | ----------------- | --------------- | -------------- |
| Effretikon–Wetzikon | 17.08.1876        | -                 | 07.05.1944      | EH             |

## Fahrplanfeld 754
| Strecke                     | Betriebseröffnung | Doppelspur Ausbau | Elektrifikation | Strecke gebaut |
| --------------------------- | ----------------- | ----------------- | --------------- | -------------- |
| Winterthur–Winterthur Grüze | 14.10.1855        | 1949              | 15.05.1927      | SGAB           |
| Grüze–Bauma                 | 04.05.1875        | -                 | 07.10.1951      | TTB            |
| Bauma–Wald                  | 15.10.1876        | -                 | 07.10.1951      | TTB            |
| Wald–Rüti                   | 29.09.1876        | -                 | 30.04.1944      | WR             |
| Rüti–Rapperswil             | 15.02.1859        | -                 | 02.10.1932      | VSB            |

Zwischen der Dienststation Grünfels und Rapperswil ist die Strecke seit dem 29. September 1989 doppelspurig.

## Fahrplanfeld 760
| Strecke                             | Betriebseröffnung | Doppelspur Ausbau | Elektrifikation | Strecke gebaut |
| ----------------------------------- | ----------------- | ----------------- | --------------- | -------------- |
| Zürich–Zürich-Oerlikon              | 26.06.1856        | 1860              | 06.08.1925      | NOB            |
| Zürich-Oerlikon–Bülach              | 01.05.1865        | 1975–1985         | 15.12.1928      | BRb            |
| Bülach–Eglisau                      | siehe 761         |                   |                 |                |
| Eglisau–Neuhausen am Rheinfall      | 01.06.1897        | -                 | 15.12.1928      | NOB            |
| Neuhausen am Rheinfall–Schaffhausen | siehe 762         |                   |                 |                |

## Fahrplanfeld 760 (Ast Niederweningen)
| Strecke                  | Betriebseröffnung | Doppelspur Ausbau | Elektrifikation | Strecke gebaut |
| ------------------------ | ----------------- | ----------------- | --------------- | -------------- |
| Oberglatt–Dielsdorf      | 01.05.1865        | -                 | 28.05.1960      | BRb            |
| Dielsdorf–Niederweningen | 12.08.1891        | -                 | 28.05.1960      | NOB            |

## Fahrplanfeld 761
| Strecke           | Betriebseröffnung | Doppelspur Ausbau | Elektrifikation | Strecke gebaut |
| ----------------- | ----------------- | ----------------- | --------------- | -------------- |
| Winterthur–Bülach | 01.08.1876        | -                 | 15.07.1945      | NOB            |
| Bülach–Eglisau    | 01.08.1876        | 1897              | 15.12.1928      | NOB            |
| Eglisau–Koblenz   | 01.08.1876        | -                 | 01.07.1945      | NOB            |

## Fahrplanfeld 762
| Strecke                             | Betriebseröffnung | Doppelspur Ausbau | Elektrifikation | Strecke gebaut |
| ----------------------------------- | ----------------- | ----------------- | --------------- | -------------- |
| Winterthur–Neuhausen am Rheinfall   | 16.04.1857        | -                 | 11.04.1943      | NOB            |
| Neuhausen am Rheinfall–Schaffhausen | 16.04.1857        | 1931              | 15.12.1928      | NOB            |

## Fahrplanfeld 820
| Strecke                      | Betriebseröffnung | Doppelspur Ausbau | Elektrifikation | Strecke gebaut |
| ---------------------------- | ----------------- | ----------------- | --------------- | -------------- |
| Schaffhausen–Feuerthalen     | 02.04.1895        | -                 | 16.12.1945      | NOB            |
| Feuerthalen–Etzwilen         | 01.11.1894        | -                 | 16.12.1945      | NOB            |
| Etzwilen–Stein am Rhein      | 17.07.1875        | -                 | 07.10.1946      | SNB            |
| Stein am Rhein–Kreuzlingen   | 17.07.1875        | -                 | 05.10.1946      | SNB            |
| Kreuzlingen–Konstanz         | 17.07.1875        | -                 | 27.05.1962      | SNB            |
| Kreuzlingen Hafen–Romanshorn | 01.07.1871        | -                 | 06.05.1946      | NOB            |
| Romanshorn–Rorschach         | 15.10.1869        | -                 | 15.05.1928      | NOB            |

## Fahrplanfeld 821
| Strecke                   | Betriebseröffnung | Doppelspur Ausbau | Elektrifikation | Strecke gebaut |
| ------------------------- | ----------------- | ----------------- | --------------- | -------------- |
| Winterthur–Oberwinterthur | 16.05.1855        | 1903              | 15.05.1928      | NOB            |
| Oberwinterthur–Etzwilen   | 17.07.1875        | -                 | 07.10.1946      | SNB            |
| Etzwilen–Stein am Rhein   | 17.07.1875        | -                 | 07.10.1946      | SNB            |
| Etzwilen–Singen           | 17.07.1875        | -                 | -               | SNB            |

Auf der Strecke Etzwilen–Singen wurde 1973 der Personenverkehr eingestellt.

## Fahrplanfeld 840
| Strecke                   | Betriebseröffnung | Doppelspur Ausbau | Elektrifikation | Strecke gebaut |
| ------------------------- | ----------------- | ----------------- | --------------- | -------------- |
| Winterthur–Oberwinterthur | 16.05.1855        | 1903              | 15.05.1928      | NOB            |
| Oberwinterthur–Romanshorn | 16.05.1855        | 1905–1907         | 15.05.1928      | NOB            |

## Fahrplanfeld 850
| Strecke                     | Betriebseröffnung | Doppelspur Ausbau | Elektrifikation | Strecke gebaut |
| --------------------------- | ----------------- | ----------------- | --------------- | -------------- |
| Winterthur–Winterthur Grüze | 14.10.1855        | 1949              | 15.05.1927      | SGAB           |
| Winterthur Grüze–Räterschen | 14.10.1855        | 1953              | 15.05.1927      | SGAB           |
| Räterschen–Wil              | 14.10.1855        | 1912–1913         | 15.05.1927      | SGAB           |
| Wil–Flawil                  | 25.12.1855        | 1927–1931         | 15.05.1927      | SGAB           |
| Flawil–Gossau               | 15.02.1856        | 1929              | 15.05.1927      | SGAB           |
| Gossau–Winkeln              | 15.02.1856        | 1913              | 15.05.1927      | SGAB           |
| Winkeln–Bruggen             | 25.03.1856        | 1926              | 15.05.1927      | SGAB           |
| Bruggen–St. Gallen          | 25.03.1856        | 1912              | 15.05.1927      | SGAB           |

## Fahrplanfeld 852
| Strecke             | Betriebseröffnung | Doppelspur Ausbau | Elektrifikation | Strecke gebaut |
| ------------------- | ----------------- | ----------------- | --------------- | -------------- |
| St. Gallen–Gossau   | siehe 850         | siehe 850         | siehe 850       | siehe 850      |
| Gossau–Bischofszell | 05.07.1876        | -                 | 15.03.1936      | SG             |
| Bischofszell–Sulgen | 01.02.1876        | -                 | 15.05.1936      | SG             |

## Fahrplanfeld 853
| Strecke                             | Betriebseröffnung | Doppelspur Ausbau | Elektrifikation | Strecke gebaut |
| ----------------------------------- | ----------------- | ----------------- | --------------- | -------------- |
| Wil–Wattwil                         | 24.06.1870        | -                 | 12.12.1943      | TB             |
| Wattwil–Ebnat-Kappel                | 24.06.1870        | -                 | 05.10.1931      | TB             |
| Ebnat-Kappel–Nesslau–Neu St. Johann | 01.10.1912        | -                 | 04.10.1931      | BT             |

Die Strecke Wattwil–Ebnat wurde an die Bodensee-Toggenburg-Bahn (BT) verpachtet.

## Fahrplanfeld 870
| Strecke                 | Betriebseröffnung | Doppelspur Ausbau | Elektrifikation | Strecke gebaut |
| ----------------------- | ----------------- | ----------------- | --------------- | -------------- |
| Rapperswil–Uznach       | 15.02.1859        | -                 | 07.05.1927      | VSB            |
| Uznach–Wattwil          | 01.10.1910        | -                 | 07.05.1927      | SBB            |
| Wattwil–St. Gallen      | 01.10.1910        | -                 | 04.10.1931      | BT             |
| Romanshorn–SG St. Fiden | 01.10.1910        | -                 | 24.01.1932      | BT             |

## Fahrplanfeld 880
| Strecke                 | Betriebseröffnung | Doppelspur Ausbau | Elektrifikation | Strecke gebaut |
| ----------------------- | ----------------- | ----------------- | --------------- | -------------- |
| St. Gallen–SG St. Fiden | 25.10.1856        | 1912              | 15.05.1927      | SGAB           |
| SG St. Fiden–Rorschach  | 25.10.1856        | -                 | 15.05.1927      | SGAB           |
| Rorschach–Rheineck      | 25.08.1857        | 1931              | 15.05.1934      | VSB            |
| Rheineck–St. Margrethen | 01.07.1858        | 1920              | 15.05.1934      | VSB            |
| St. Margrethen–Buchs SG | 01.07.1858        | -                 | 21.09.1934      | VSB            |
| Buchs SG–Sargans        | 01.07.1858        | -                 | 15.12.1927      | VSB            |
| Sargans–Chur            | siehe 900         | siehe 900         | siehe 900       | siehe 900      |

## Fahrplanfeld 900
| Strecke                | Betriebseröffnung | Doppelspur Ausbau | Elektrifikation | Strecke gebaut |
| ---------------------- | ----------------- | ----------------- | --------------- | -------------- |
| Zürich–Thalwil         | 20.09.1875        | 1896–1897         | 05.03.1923      | NOB            |
| Thalwil–Richterswil    | 20.09.1875        | 1923–1925         | 01.06.1924      | NOB            |
| Richterswil–Pfäffikon  | 20.09.1875        | 1931              | 15.12.1927      | NOB            |
| Pfäffikon–Ziegelbrücke | 20.09.1875        | 1941–1955         | 15.12.1927      | NOB            |
| Ziegelbrücke–Weesen    | 15.02.1859        | 1969              | 15.12.1927      | VSB            |
| Weesen–Mühlehorn       | 01.07.1859        | 1961–1969         | 15.12.1927      | VSB            |
| Mühlehorn–Tiefenwinkel | 01.07.1859        | -                 | 15.12.1927      | VSB            |
| Tiefenwinkel–Murg      | 01.07.1859        | -                 | 15.12.1927      | VSB            |
| Murg–Flums             | 15.02.1859        | 1969              | 15.12.1927      | VSB            |
| Flums–Sargans          | 15.02.1859        | 1949–1955         | 15.12.1927      | VSB            |
| Sargans–Bad Ragaz      | 01.07.1858        | 1957              | 11.05.1928      | VSB            |
| Bad Ragaz–Landquart    | 01.07.1858        | 1993–1994         | 11.05.1928      | VSB            |
| Landquart–Chur         | 01.07.1858        | 1970–1973         | 11.05.1928      | VSB            |

- Zürich–Thalwil, Details und Zimmerberg-Basistunnel siehe 720

## Fahrplanfeld 901
| Strecke             | Betriebseröffnung | Doppelspur Ausbau | Elektrifikation | Strecke gebaut |
| ------------------- | ----------------- | ----------------- | --------------- | -------------- |
| Rapperswil–Uznach   | 15.02.1859        | -                 | 07.05.1927      | VSB            |
| Uznach–Ziegelbrücke | 15.02.1859        | -                 | 15.05.1933      | VSB            |

## Fahrplanfeld 902
| Strecke                    | Betriebseröffnung | Doppelspur Ausbau | Elektrifikation | Strecke gebaut |
| -------------------------- | ----------------- | ----------------- | --------------- | -------------- |
| Ziegelbrücke–Näfels–Mollis | 20.09.1875        | -                 | 15.05.1933      | NOB            |
| Näfels–Mollis–Glarus       | 15.02.1859        | -                 | 15.05.1933      | VSB            |
| Glarus–Linthal             | 01.06.1879        | -                 | 15.03.1933      | NOB            |